# Jerzy Jarnuszkiewicz (harcerz)
Jerzy Jarnuszkiewicz (ur. 28 listopada 1901 w Łomży, zm. 16 listopada 1960 tamże) – polski inżynier rolnik, instruktor harcerski, harcmistrz.

## Życiorys

### Działalność niepodległościowa
Jerzy Jarnuszkiewicz był członkiem Polskiej Organizacji Wojskowej w czasie I wojny światowej. W styczniu 1917 roku będąc jeszcze uczniem i harcerzem został zaprzysiężony w POW w Łomży. Pełnił w niej nieprzerwanie służbę do 11 listopada 1918 roku. Wykonywał w tym czasie zadania wywiadowcze i kurierskie zlecone przez Komendę X Okręgu POW w Łomży. Pełnił funkcję zastępcy komendanta obwodu łomżyńskiego POW.
Brał czynny udział w rozbrajaniu Niemców w listopadzie 1918 roku. W lipcu 1920 roku, będąc jeszcze uczniem, wstąpił ochotniczo do wojska polskiego. Uczestniczył w walkach w obronie Łomży, później walczył pod Nasielskiem. 23 października 1920 roku został przeniesiony do rezerwy.
W roku 1939, w świetle zbliżającej się wojny, pracując w polskim konsulacie w Buenos Aires, poprosił swego pracodawcę Ministerstwo Spraw Zagranicznych o odesłanie go do Polski. Wrócił w pierwszej połowie września do Warszawy i został dowódcą kompanii ckm w naziemnej obronie przeciwlotniczej ze stanowiskiem na Pałacu Kronerberga i ulicy Mazowieckiej. Walczył na tym stanowisku do kapitulacji Warszawy. Wraz z innymi oficerami (był porucznikiem rezerwy) dostał się do niewoli, przebywając kolejno w obozach: Nienburg X B, w Spittal an der Drau i Woldenberg II C do 1945 roku.

### Nauka i praca zawodowa
Od 1914 roku Jerzy Jarnuszkiewicz uczęszczał do Polskiej Szkoły Handlowej w Łomży. Po ukończeniu szkoły średniej w Łomży w 1921 roku rozpoczął studia w SGGW w Warszawie, które ukończył 1 lipca 1925 roku ze stopniem magistra nauk agrotechnicznych – inżyniera rolnika. W kwietniu 1926 roku rozpoczął pracę w Centralnym Związku Kółek Rolniczych w Warszawie na stanowisku instruktora objazdowego rachunkowości rolniczej. Po roku został skierowany do Ministerstwa Reform Rolnych na stanowisko kierownika wydziału organizacji małych gospodarstw.
Ministerstwo Spraw Zagranicznych od 15 października 1937 roku przydzieliło go do Departamentu Konsularnego Wydziału Polaków za Granicą, a od stycznia 1938 roku został skierowany na stanowisko radcy ds. rolnych w Poselstwie Rzeczypospolitej Polskiej w Buenos Aires.
Po pobytach w oflagach w lutym 1945 roku wrócił do Warszawy jako inwalida wojenny trzeciej grupy. Podjął pracę w Ministerstwie Spraw Zagranicznych jako referent. Od roku 1954 do listopada 1960 roku był bezrobotny. W ostatnim okresie życia był redaktorem podręczników dla szkół rolniczych w PWRiL w Warszawie.

### Harcerstwo
Jerzy Andruszkiewicz większość życia oddał harcerstwu. Wstąpił do I Drużyny Harcerzy im. Tadeusza Kościuszki w 1915 roku. Komendantem tej drużyny był wówczas Teodor Kleindienst – organizator harcerstwa łomżyńskiego. W 1917 roku został zastępowym drużyny pozaszkolnej prowadzonej przez Leona Kaliwodę. Po złożeniu egzaminów na II stopień wywiadowcy dowodził drużyną harcerską, pełniąc funkcję drużynowego w II MDH im. Franciszka Grudzińskiego. Pełnił wówczas również funkcję zastępcy komendanta hufca powiatu łomżyńskiego.
W latach 1922–1932 był członkiem Mazowieckiej Komendy Chorągwi Harcerzy. W 1925 roku był podharcmistrzem, później został mianowany harcmistrzem. W styczniu 1933 roku zaczął pracować na etacie w Związku Harcerstwa Polskiego jako Inspektor Kresowy. W latach 1933–1934 był komendantem Kresowej Chorągwi Harcerzy. W styczniu 1934 roku rozwiązano Kresową Chorągiew Harcerzy. Drużyny i hufce z chorągwi Białostockiej, Wileńskiej, Poleskiej, Wołyńskiej i Lwowskiej wchodzące uprzednio do Kresowej Chorągwi Harcerzy zostały podporządkowane Inspektoratowi Kresowych Harcerzy Głównej Kwatery Praskiej w Warszawie, którym kierował dotychczasowy komendant chorągwi. 
W 1936 i 1937 roku Jarnuszkiewicz brał udział w dwóch wyprawach instruktorów harcerskich do USA. Od 1 lipca do 30 sierpnia 1936 roku był komendantem Wyższego Kursu Samarytanki i Ćwika Harcerstwa Związku Narodowego Polskiego w Cambridge Springs w stanie Pensylwania. W czasie pobytu w Argentynie aktywnie rozwijał ruch harcerski wśród Polonii. Wraz z Władysławem Chełminiakiem zorganizował w styczniu 1939 roku obóz harcerski w Paolo Blanca. Uczestniczył w wielu międzynarodowych zlotach harcerskich.
Po wojnie wrócił do działalności społecznej w Głównej Kwaterze ZHP w Warszawie. Jako członek GKH, rozkazem Naczelnika ZHP z 30 stycznia 1945 roku został powołany w skład Komisji Zagranicznej i w skład Komisji Normalizacyjnej jako stały delegat Naczelnika Harcerzy. Rozkazem Personalnym Naczelnictwa ZHP z 15 czerwca 1949 roku L3 został zwolniony z Naczelnictwa ZHP. 

## Ordery i odznaczenia
- Krzyż Walecznych[1]
- Medal Niepodległości (15 czerwca 1932)[6]
- Srebrny Krzyż Zasługi (26 października 1938)[7]
- Medal Zwycięstwa i Wolności 1945 (1947)[3]
- Krzyż Legionowy (za działalność w POW i za udział w walkach w obronie Ojczyzny w 1920 roku)[3]
- Odznaka pamiątkowa Polskiej Organizacji Wojskowej[2].
- Odznaka 25-lecia ZHP (rozkaz Naczelnika ZHP L1 z 25 stycznia 1936 roku)
- Odznaka 20 lat istnienia Harcerstwa Lwowskiego (rozkaz KH Lwów L19 z 24 listopada 1933 roku)
- Pamiątkowa Odznaka Harcerzy Wołyńskich (rozkaz KCh w Równem L2 z 5 lutego 1936 roku)

## Życie prywatne
Jerzy Jarnuszkiewicz był synem Wacława i Adeli z Kraszewskich, był wnukiem Michała Jarnuszkiewicza – nadleśniczego z guberni augustowskiej – naczelnika cywilnego powstania styczniowego w tejże guberni. Po śmierci ojca w 1907 roku, mieszkał – wraz z matką i młodszą siostrą – w domu rodziców matki w Łomży, przy ulicy Wiejskiej 6. Dom ten znany był jako ośrodek polskości i wszystkich akcji niepodległościowych. Mieściła się w nim komenda Polskiej Organizacji Wojskowej.
Zmarł na zawał serca 16 listopada 1960 roku. Został pochowany w grobie rodzinnym na cmentarzu komunalnym w Łomży.